# Crash van de IJsvogel
De crash van de IJsvogel was een vliegtuigongeluk van een Douglas DC-3 van de Koninklijke Luchtvaart Maatschappij in de Amsterdamse Riekerpolder in 1938, vlak voor de landing op Luchthaven Schiphol. Bij het ongeluk – met onbekend gebleven oorzaak – kwamen zes van de 19 inzittenden om het leven.

## Vluchtgegevens
Aan boord van de vlucht van Luchthaven Berlin-Tempelhof naar de Luchthaven Schiphol bevonden zich 14 passagiers en 5 bemanningsleden. Tien passagiers waren op weg naar Engeland, de andere vier hadden Amsterdam als eindbestemming. Gezagvoerder J. J. E. Duimelaar (43) was in april 1923 bij de KLM in dienst getreden en had in de daarop volgende 15 jaar ruime ervaring opgedaan, onder meer op 22 retourvluchten tussen Amsterdam en Batavia. Kort voor de fatale vlucht had hij meer dan een miljoen kilometer gevlogen, waarvoor hij als "luchtvaart-millionair" was gehuldigd. Copiloot was de 43-jarige W. van Gemeren, kapitein bij de Luchtvaartafdeeling der Koninklijke Landmacht.
De Douglas DC-3-194D PH-ARY "IJsvogel", Douglas fabrieksnummer 2021, werd gebouwd bij de Douglas Aircraft Company in Santa Monica (CA, USA) en op 18 maart 1938 als KLM vliegtuig in het Nederlandse luchtvaartuigregister ingeschreven.
Het toestel arriveerde (deels gedemonteerd) op 18 april 1938 per schip in Rotterdam en werd daarna door de Nederlandsche Vliegtuigenfabriek geassembleerd. Op 25 april kwam het toestel aan op Schiphol. In tegenstelling tot veel van haar zustertoestellen heeft de PH-ARY nooit op de Indië-route gevlogen.

### Vluchtverloop
Om 16.27 uur Midden-Europese Tijd (15:47 Nederlandse tijd) steeg de IJsvogel op van Luchthaven Berlin-Tempelhof bij Berlijn en zette koers naar Schiphol. De vlucht verliep normaal en even voor 18.20 uur Nederlandse tijd naderde het toestel Amsterdam. Vanwege laaghangende bewolking vroeg de bemanning aan de luchtverkeersleiding om de landingsbaan met behulp van een radiobaken te mogen naderen. Dit baken stond boven op de Marathontoren van het Olympisch Stadion en leidde vliegtuigen in een rechte baan naar de landingsbaan.
De IJsvogel zou de landingsbaan echter nooit bereiken en stortte om 18.41 uur neer in de Riekerpolder, een weidegebied ten noordoosten van Schiphol. Het toestel schoof circa 125 meter door voordat het zwaar gehavend boven een sloot tot stilstand kwam.

### Slachtoffers
Onderstaande tabel bevat een overzicht van de inzittenden, met tussen haakjes het aantal overledenen.
| Nationaliteit       | Passagiers | Bemanning | Totaal |
| ------------------- | ---------- | --------- | ------ |
| Duitsland           | 9 (2)      | -         | 9 (2)  |
| Nederland           | -          | 5 (4)     | 5 (4)  |
| Verenigd Koninkrijk | 2          | -         | 2      |
| Nieuw-Zeeland       | 1          | -         | 1      |
| onbekend            | 2          | -         | 2      |
| Totaal              | 14 (2)     | 5 (4)     | 19 (6) |

## Nasleep

### Hulpverlening
Toen de eerste berichten Schiphol bereikten, werd er een vliegtuig met zoeklichten de lucht in gestuurd om op zoek te gaan naar het verongelukte toestel. Ook de gealarmeerde hulpdiensten spoedden zich, bemoeilijkt door de duisternis en het gebrek aan wegen door de polder, in de richting van de laatst bekende positie van het vliegtuig. Tegen 20.00 uur wisten de eerste hulpverleners het vliegtuig te bereiken. Elf gewonden werden naar het Wilhelmina Gasthuis gebracht. Het stoffelijk overschot van gezagvoerder Duimelaar werd pas enkele uren later uit de zwaar gehavende cockpit gezaagd.

### Onderzoek
Direct na het ongeluk startte men een onderzoek naar de ramp. De resultaten hiervan werden op 17 augustus 1939 gepresenteerd. Er waren geen sporen van technische mankementen gevonden, zo bleek dat de motoren tot op het moment van impact hebben gewerkt. De raad ging ervan uit dat het ongeluk het gevolg was van een vliegfout, maar achtte dit wel opmerkelijk, gezien de ruime ervaring van beide vliegers. De slechte weersomstandigheden hebben mogelijk wel bijgedragen aan het ongeluk, maar konden niet als primaire oorzaak gezien worden.